# Iphinoe sagamiensis
Iphinoe sagamiensis is een zeekommasoort uit de familie van de Bodotriidae. De wetenschappelijke naam van de soort is voor het eerst geldig gepubliceerd in 1958 door Gamo.